# Fulcrà de Lodeva
Fulcrà de Lodeva (13 de febrer de 1006), fou un bisbe de Lodeva. És venerat com a sant per diverses confessions cristianes.

## Biografia
Fulcrà fou bisbe de Lodeva (avui a l'arquebisbat de Montpeller. Segons la biografia que n'escrigué Bernat Gui, bisbe de Lodeva al segle xiv, havia nascut en una família noble i de jove es consagrà a la vida religiosa i fou ordenat prevere. Benedictí, va fundar el monestir de Sant Peire de Joncels i fou abat de Gel·lona.
A la mort en 949 de Teoderic, el bisbe de Lodeva, en fou elegit successor i fou consagrat per l'arquebisbe de Narbona el 4 de febrer del mateix any. Va reformar la disciplina i la moral del clergat i reconstruí moltes esglésies i convents, entre els quals la catedral de Sant Genís i l'església del Sant Salvador i el monestir benedictí annex. També dedicà especial atenció als pobres i malalts de la diòcesi, fundant-hi nous hospitals.
Fulcrà s'oposà al comte de Tolosa, que cometia adulteri perquè la seva esposa Arsinda no li donava fills.

## Veneració

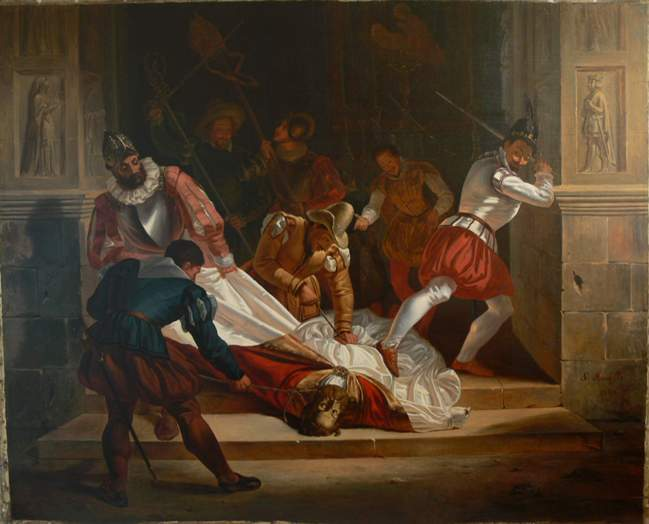
El cos de Sant Fulcrà ultratjat pels hugonots, pintura de François Matet, 1834.
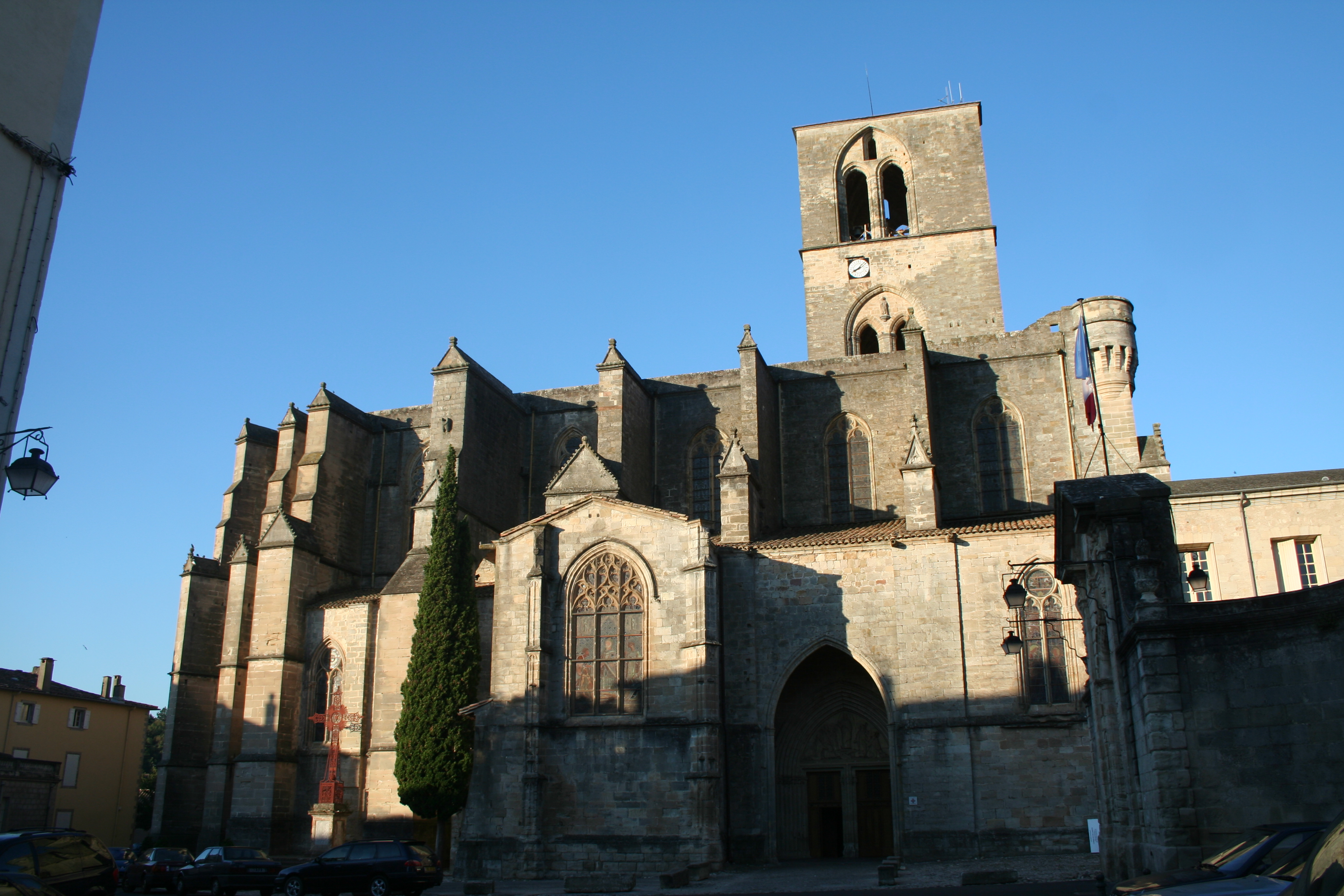
Catedral de Lodeva
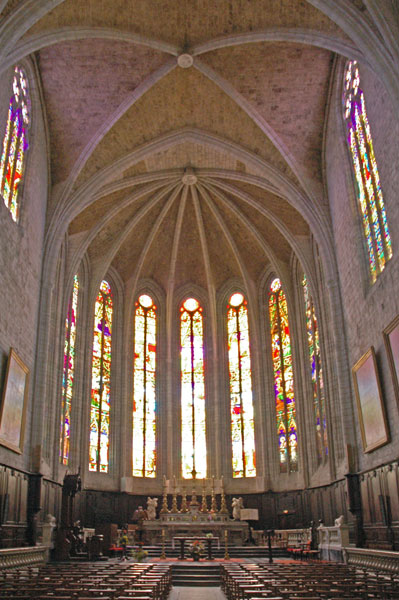
Interior de la catedral de Lodeva
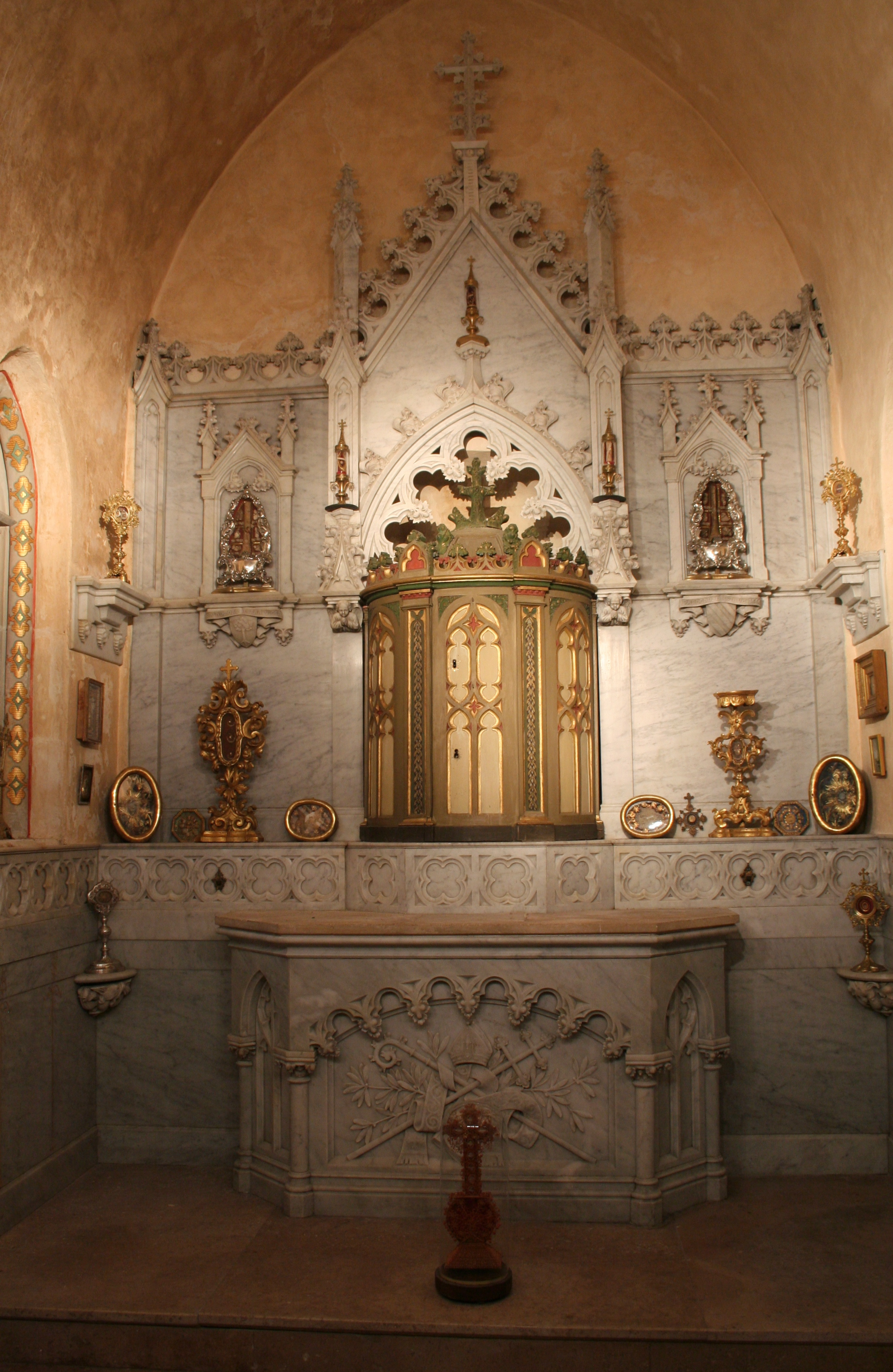
Reliquiari de Sant Fulcrà a la capella del mateix nom de la catedral

Fou sebollit a la catedral de Lodeva i venerat com a sant. El seu cos, incorrupte, fou profanat i cremat pels hugonots en 1572: només se'n salvà alguna relíquia. És el segon patró de la diòcesi de Lodeva i és celebrat el 13 de febrer.
Feu fer a Arsinda de Tolosa un pelegrinatge a Conques, arran del qual va tenir dos fills; des de llavors, les dones de la regió invoquen Sant Fuclrà per tenir infants i donen el nom del sant al primer fill nascut.